# Браччо да Монтоне
Браччо да Монтоне (Браччио) (итал. Braccio da Montone), известен также как Браччо Фортебраччо, имя при рождении Андреа Фортебраччо (итал. Andrea Fortebraccio; 1 июля 1368, Перуджа — 5 июня 1424, Л’Акуила) — итальянский кондотьер.
Принц Капуи, граф Фоджии и Монтоне, сеньор Арчевии, Ассизи, Каннары, Кастель-Болоньезе, Кастель-Сан-Пьетро-Терме, Чинголи, Читта-делла-Пьеве, Читта-ди-Кастелло, Гуальдо-Каттанео, Гуальдо-Тадино, Джези, Медичины, Монтекассиано, Нарни, Ночера-Умбра, Орте, Орвьето, Остра Ветере, Перуджи, Пьеве ди Ченто, Рьети, Сан Джемини, Сассоферрато, Спелло, Сполето, Терамо, Терни и Тоди. Губернатор Болоньи, ректор Рима, великий коннетабль Неаполитанского королевства.
Он был соперником Муцио Аттендоло Сфорца, оба погибли в 1424 году, оставив своим сыновьям в наследство фамильные распри.
В 1416 году после победы в битве при Сант-Эджидио Браччио стал правителем Перуджи и некоторое время управлял городом Римом. Он был убит при осаде Л’Акуилы.